# Посольство Франції в Україні
Посольство Французької Республіки в Києві — офіційне дипломатичне представництво Франції в Україні, відповідає за розвиток та підтримання відносин між Францією та Україною.

## Історія посольства
Після проголошення незалежності Україною 24 серпня 1991 року Франція визнала Україну 27 грудня 1991 року. 24 січня 1992 року між Україною та Францією було встановлено дипломатичні відносини.

## Події в посольстві
15.05.2014 Українські активісти провели біля французького посольства в Києві акцію протесту проти поставки Францією Росії двох вертольотоносних кораблів «Містраль». Організатори втопили в басейні, наповненого кров'ю тварин, моделі двох військових кораблів. Нагадавши Франції, що в той час, як російські диверсанти ведуть війну в Україні, продавати росіянам кораблі неприпустимо. Співробітник Посольства Франції пообіцяв донести до уряду Франції вимоги українців.

## Структура посольства
- Консульство
- Економічна служба
- Економічна місія — УБІФРАНС
- Презентація Відділу культури і співробітництва
- Військовий аташе
- Аташе з правоохоронних питань
- Прес-служба

## Посли Франції в Україні
1. Табуї Жорж (1917—1918)
2. Юг Перне (27.12.1991–01.04.1992) т.п.
3. Юг Перне (01.04.1992–11.01.1993)
4. Мішель Песік (11.01.1993–21.02.1995)
5. Домінік Шасар (21.02.1995–30.05.1997)
6. Паскаль Фіескі (30.05.1997–2001)
7. Філіп де Сюремен (3.05.2002–18.10.2005)
8. Везіан Жан-Поль Клод (18.10.2005–14.08.2008)
9. Жак Фор (14.08.2008–10.2011)
10. Ален Ремі (10.2011-09.2015)
11. Ізабель Дюмон (09.2015-07.2019)
12. Етьєн де Понсен (09.2019-08.2023)
13. Гаель Вейсьєр (08.2023-)

## Французький культурний центр «Альянс Франсез» м. Одеси
65023, Україна, м. Одеса, вул. Садова, 3

Представник Посольства Франції в Україні в м. Одеса, в.о. директора центру — пан Седрік Гра